# Liste von Automuseen in Griechenland

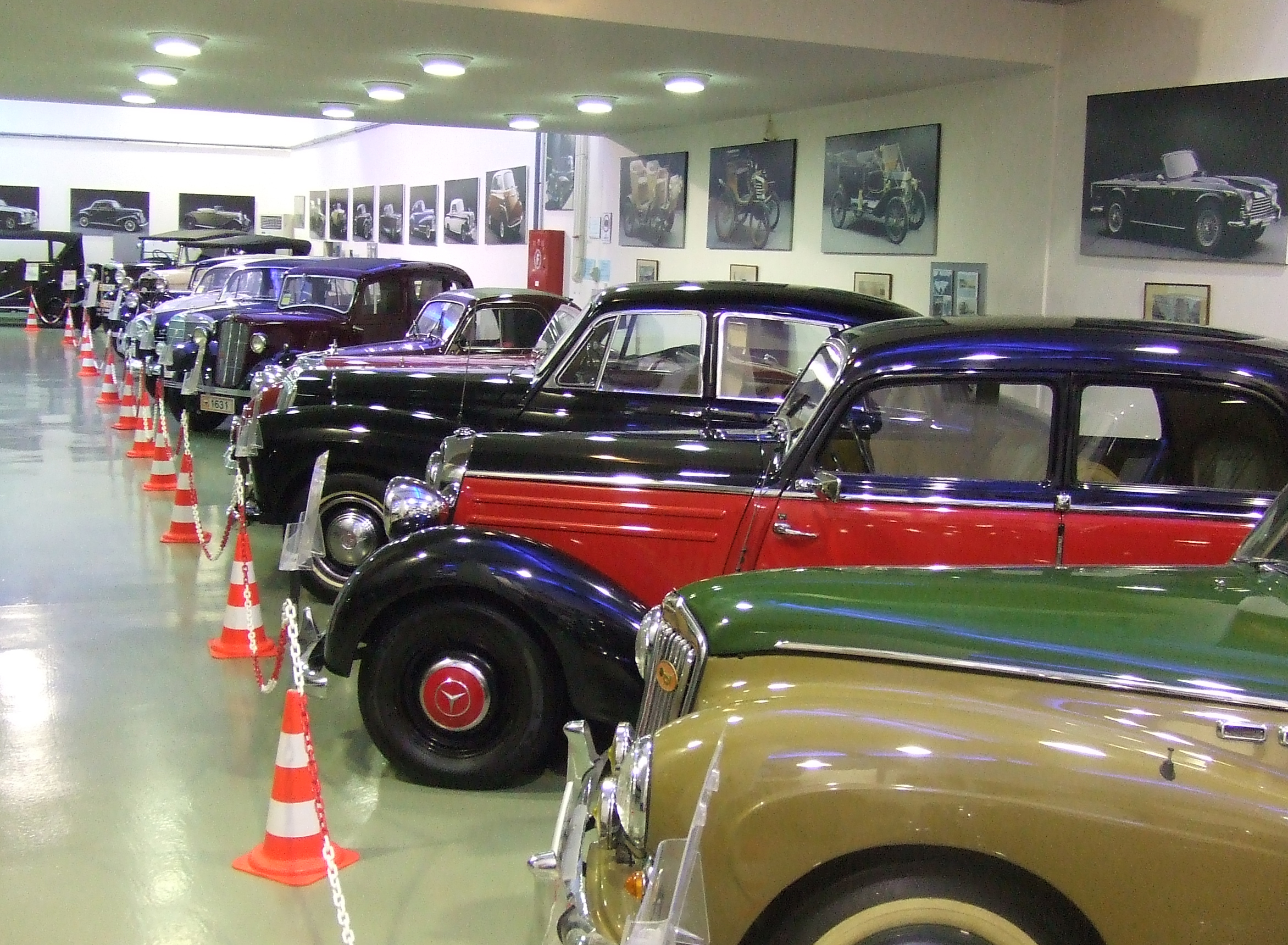
Das Museum in Oropos

Die Automuseen in Griechenland sind überwiegend ganzjährig, teilweise aber nur nach Vereinbarung geöffnet.

## Tabellarische Übersicht
Die Tabelle ist absteigend nach der Anzahl der ausgestellten Personenkraftwagen sortiert, und bei gleicher Anzahl alphabetisch aufsteigend nach Ort. In der Spalte Stand ist das Jahr angegeben, auf das sich die Angaben Anzahl ausgestellter Pkw und Besondere Pkw beziehen. Die Auflistung in der Spalte Besondere Pkw erfolgt alphabetisch.
| Name des Museums                                       | Ort          | Beschreibung                                        | Anzahl ausgestellter Pkw | Stand | Besondere Pkw |
| ------------------------------------------------------ | ------------ | --------------------------------------------------- | ------------------------ | ----- | --- |
| Hellenic Motor Museum - Theodore Caragionis Collection | Athen        | Autos; die komplette Sammlung umfasst 294 Fahrzeuge | 107                      | 2012  | Abarth-Fiat 750 Zagato Record Monza 1959, American LaFrance 1918, Aston Martin DB 2 1952, Austin “7” Opal Tourer 1936, DKW F 12 Roadster Saxomat 1964, Ferrari 308 GTSi 1980, Healey Tickford 1952, Imperial Crown 1959 von Robert Plant, Lincoln L 151 Sports Roadster 1927, Mercedes-Benz 300 SL Flügeltürer von Paul Newman, Reliant Sabre 1963, Siata 1500 TS 1963, Super Two 1962, Triumph 2000 1949 und Voisin C4 Roadster |
| O Phaeton                                              | Oropos       | Autos                                               | 46                       | 2012  | Adler Trumpf Junior 1935, Alfa Romeo Montreal 1970, Caterham 2000, Daimler Conquest Century 1956, Dodge Dart 1963, Maserati Bora 1977, Morris 8 1938, Sunbeam-Talbot 90 1954 und VW Käfer Pickup |
| Noesis                                                 | Thessaloniki | Autosammlung des Technikmuseums                     | 32                       | 2012  | Auto Union 1000 S, BMW 600 und 700, Datsun Bluebird 1961–1963, ELBO Aletis 2001, IFA F 9, MEBEA Robin, Montier Ford Spécial 1924, Neorion Chicago 1974, Toyota Publica 700 1963 und Trojan 10 HP |
| Automotive Museum Nafplias                             | Nafplio      | Autos, Besichtigung nur nach Vereinbarung           |                          |       | |